# Seznam silnic II. třídy na Slovensku
Seznam silnic II. třídy na Slovensku obsahuje přehled slovenských silnic kategorizovaných jako silnice II. třídy.

## Systém číslování
Silnice II. třídy jsou na Slovensku označeny trojciferným číslem, které bývá uvedeno také v terénu na dopravních značkách a v automapách. Graficky je značení stejné jako u silnic I. třídy – bílé číslice na modré tabulce.
Použitá čísla tvoří nespojitou řadu a až na výjimky jsou z intervalu 500–599, což je dědictvím někdejšího jednotného československého číslování. Čísluje se v zásadě od západu přes sever na východ a pak na jih, s mnoha výjimkami a vloženými čísly. Vynechaná čísla v řadě zpravidla patřila silnicím povýšeným na I. třídu, případně byla použita v Česku pro doplňkové silnice II. třídy.
Délky jednotlivých silnic jsou velmi rozdílné, některé jsou kratší než 10 km a jiné přesahují 150 km. Řada silnic je přerušena peážemi a několik je rozděleno na zcela nesouvislé úseky bez propojení (v tabulce vyjádřeno novým řádkem ve sloupci Trasa).

## Seznam
| Značka          | Označení | Trasa | Celková délka [km] |
| --------------- | -------- | --- | ------------------ |
| 106             | II/106   | D1 (exit 8) – Vajnory – II/502 (Rača) | 4,6                |
| 120             | II/120   | Bratislava – Most pri Bratislave – II/503 – Lehnice – Dunajská Streda – I/63 | 44,4               |
| II121           | II/121   | Most pri Bratislave – Zlaté Klasy – Veľké Úľany – I/62 (Sládkovičovo) | 31,0               |
| II127-SVK-2020  | II/127   | Bernolákovo – D1 (exit 18) – Chorvátsky Grob | 3,3                |
| II143-SVK-2020  | II/143   | Malacky – Rohožník | 11,6               |
| II211-SVK-2020  | II/211   | Dolný Štál – Topoľníky | 5,8                |
| II425-SVK-2020  | II/425   | Lanžhot (II/425) Brodské – Kúty | 3,9                |
| II426-SVK-2020  | II/426   | Sudoměřice (I/70) Skalica – Holíč | 9,2                |
| II428-SVK-2020  | II/428   | Žarnovica (průtah, bývalá I/65) | 4,4                |
| II484-SVK-2020  | II/484   | Bílá (II/484) Klokočov – Turzovka | 10,4               |
| II487-SVK-2020  | II/487   | Velké Karlovice (II/487) Makovský průsmyk; Makov – Turzovka – Čadca | 26,9               |
| II499-SVK-2020  | II/499   | Javorník (I/71) Šance – Myjava – Brezová pod Bradlom – Vrbové – Trebatice – Piešťany – Banka – Radošina – Nemčice – Topoľčany                                                                                             | 82,2               |
| II500-SVK-2020  | II/500   | Kúty – Šaštín-Stráže – Senica – Sobotište – Vrbovce-Šance | 49,8               |
| II501-SVK-2020  | II/501   | Lozorno – Pernek – Rohožník – Jablonica – Brezová pod Bradlom | 63,5               |
| II502-SVK-2020  | II/502   | Bratislava (Račianske mýto) – Svätý Jur – Pezinok – Modra – Trstín – Dechtice – Vrbové | 79,0               |
| II503-SVK-2020  | II/503   | Šamorín – II/572 – Zlaté Klasy – Senec – Pezinok – Pernek – Malacky – Záhorská Ves (přívoz Angern) | 83,8               |
| II504-SVK-2020  | II/504   | Modra – Trnava – Veľké Kostoľany – Trebatice – Čachtice – Nové Mesto nad Váhom | 71,2               |
| II505-SVK-2020  | II/505   | Bratislava-Lamač – Devínska Nová Ves (obchvat) – Stupava | 11,1               |
| II506-SVK-2020  | II/506   | Báč – Gabčíkovo – Medveďov | 35,0               |
| II507-SVK-2020  | II/507   | Gabčíkovo – Dunajská Streda – Galanta – Gáň; Dolná Streda – Sereď – Hlohovec – Banka – Kočovce – Trenčianska Turná – Trenčín – Nemšová – Pruské – Púchov – Orlové (Považská Bystrica) – Bytča – Kotešová – Žilina-Budatín | 220,1              |
| II509-SVK-2020  | II/509   | Bajč – II/589 – Pribeta – Gbelce – Štúrovo | 38,2               |
| II511-SVK-2020  | II/511   | I/64 (Partizánske) – Veľké Uherce – Zlaté Moravce – Tesárske Mlyňany – Vráble – Hul – Dvory nad Žitavou – II/509 (Bajč) – I/64 (Hurbanovo)                                                                                | 88,8               |
| II512-SVK-2020  | II/512   | I/64 (Oslany) – Horná Ves – Veľké Pole – Žarnovica | 32,2               |
| II513-SVK-2020  | II/513   | Trakovice – Leopoldov – Hlohovec – Nitra | 29,7               |
| II514-SVK-2020  | II/514   | Hlohovec – Veľké Ripňany – Nemčice | 30,4               |
| II515-SVK-2020  | II/515   | Nové Mesto nad Váhom – D1 (exit 106) – Kočovce | 3,1                |
| II516-SVK-2020  | II/516   | Trenčianska Teplá – Trenčianske Teplice – Dežerice – I/9, R2 (Bánovce nad Bebravou) | 25,7               |
| II517-SVK-2020  | II/517   | Orlové – Považská Bystrica – Domaniža – Rajec | 24,7               |
| II519-SVK-2020  | II/519   | Nitrianske Pravno – Slovenské Pravno – Príbovce | 30,1               |
| II520-SVK-2020  | II/520   | Krásno nad Kysucou – Nová Bystrica – Oravská Lesná – Lokca; Vavrečka – Tvrdošín; Trstená – Suchá Hora Chochołów (II/959)                                                                                                  | 73,3               |
| II520A-SVK-2020 | II/520a  | II/520 – Námestovo | 0,9                |
| II524-SVK-2020  | II/524   | Drženice-Kmeťovce – Bátovce – Banská Štiavnica | 31,9               |
| II526-SVK-2020  | II/526   | I/66 (Devičie) – Bzovík – Senohrad – Lešť; hranice voj. obvodu – Stará Huta – II/591 – Kriváň – Hriňová – Kokava nad Rimavicou – Hnúšťa – Jelšava – Štítnik – Rožňava                                                     | 164,3              |
| II527-SVK-2020  | II/527   | Šahy – Slovenské Ďarmoty – Veľký Krtíš – Senohrad – Sása – I/66 (Dobrá Niva) | 85,9               |
| II527A-SVK-2020 | II/527A  | Slovenské Ďarmoty Balassagyarmat (I/222) | 0,4                |
| II529-SVK-2020  | II/529   | Hriňová – Čierny Balog – Brezno | 38,0               |
| II531-SVK-2020  | II/531   | II/571 (Jesenské) – Pavlovce – Rimavská Sobota; Tisovec – Muráň – Červená Skala | 36,3               |
| II532-SVK-2020  | II/532   | Tornaľa-Behynce – Jelšava – Revúca – Muráň | 45,2               |
| II533-SVK-2020  | II/533   | Gemerská Poloma – Hnilec – II/535 – II/546 (Hnilčík) – Spišská Nová Ves – Levoča | 51,0               |
| II534-SVK-2020  | II/534   | Poprad – Starý Smokovec | 10,9               |
| II535-SVK-2020  | II/535   | I/67 (Dobšiná) – Mlynky – II/533 (Hnilec) | 11,0               |
| II536-SVK-2020  | II/536   | Spišské Vlachy – Spišská Nová Ves – Spišský Štvrtok – Kežmarok | 45,0               |
| II536A-SVK-2020 | II/536A  | Spišská Nová Ves (přivaděč na II/536) | 0,5                |
| II537-SVK-2020  | II/537   | Liptovský Hrádok – D1 (exit 284) – Pribylina – Štrbské Pleso – Vyšné Hágy – Starý Smokovec – Tatranská Lomnica – I/66 (Tatranská Kotlina)                                                                                 | 62,1               |
| II538-SVK-2020  | II/538   | Tatranská Štrba – Štrbské Pleso | 7,4                |
| II539-SVK-2020  | II/539   | I/18 (Lučivná) – Mengusovce – Vyšné Hágy | 6,7                |
| II540-SVK-2020  | II/540   | Veľká Lomnica – Tatranská Lomnica | 8,9                |
| II541-SVK-2020  | II/541   | Kotešová – Turzovka | 18,6               |
| II542-SVK-2020  | II/542   | Spišská Belá – Reľov – Spišská Stará Ves | 29,7               |
| II543-SVK-2020  | II/543   | Hniezdne – Červený Kláštor – Spišská Stará Ves Sromowce Wyżne (→II/969) | 30,2               |
| II545-SVK-2020  | II/545   | Kapušany – Raslavice – Bardejov; Zborov – Becherov Konieczna (II/977) | 43,0               |
| II546-SVK-2020  | II/546   | Prešov – Margecany – Gelnica – Mníšek nad Hnilcom – Hnilčík | 76,9               |
| II547-SVK-2020  | II/547   | Košice – Margecany – Krompachy – Spišské Vlachy – Spišské Podhradie | 61,8               |
| II548-SVK-2020  | II/548   | Košice-Pereš – Malá Ida – Jasov – Medzev – Smolník | 48,7               |
| II549-SVK-2020  | II/549   | Mníšek nad Hnilcom – Smolník – Krásnohorské Podhradie | 30,6               |
| II550-SVK-2020  | II/550   | Moldava nad Bodvou – Jasov | 10,3               |
| II552-SVK-2020  | II/552   | Košice – Bohdanovce – Zemplínska Teplica – I/79 – Zemplínsky Branč – Oborín – Veľké Kapušany – Maťovské Vojkovce | 85,5               |
| II554-SVK-2020  | II/554   | Oborín – Trhovište – Nižný Hrabovec – II/558 (Tovarné) – Havaj | 88,6               |
| II555-SVK-2020  | II/555   | Michalovce – Veľké Kapušany – Kráľovský Chlmec | 43,0               |
| II556-SVK-2020  | II/556   | Hanušovce nad Topľou – Giraltovce; I/21 – Kručov – I/15 (Turany nad Ondavou) | 19,9               |
| II558-SVK-2020  | II/558   | Sedliská – II/554 – Tovarné – Humenné; Stakčín – Ulič – II/566 | 39,5               |
| II559-SVK-2020  | II/559   | Humenné – Krásny Brod – Medzilaborce – Čertižné | 56,6               |
| II560-SVK-2020  | II/560   | Trnava – Dechtice | 17,8               |
| II561-SVK-2020  | II/561   | Galanta – Topoľníky – Veľký Meder | 43,4               |
| II562-SVK-2020  | II/562   | Nitra – Trnovec nad Váhom | 20,0               |
| II563-SVK-2020  | II/563   | Nové Zámky – Kolárovo | 19,3               |
| II564-SVK-2020  | II/564   | Tlmače – Levice – Demandice – Salka – Štúrovo | 70,0               |
| II566-SVK-2020  | II/566   | Tibava – Ubľa – Ruská Volová; lesní cesta – II/558 (Ulič) | 34,7               |
| II567-SVK-2020  | II/567   | Medzilaborce – Nižná Jablonka – Snina | 44,3               |
| II571-SVK-2020  | II/571   | Fiľakovo – Jesenské – Kráľ | 53,4               |
| II573-SVK-2020  | II/573   | Šoporňa – Šaľa – Kolárovo – Komárno | 67,2               |
| II574-SVK-2020  | II/574   | Pruské – Ilava – Valaská Belá – Diviacka Nová Ves – I/9 (Nováky) | 51,4               |
| II575-SVK-2020  | II/575   | Stropkov – Havaj – Medzilaborce – Palota Radoszyce (II/892) | 39,0               |
| II576-SVK-2020  | II/576   | Vranov nad Topľou – Banské – Bidovce – Bohdanovce | 41,8               |
| II578-SVK-2020  | II/578   | Banská Bystrica – Kordíky; Skalka – Kremnica | 20,5               |
| II579-SVK-2020  | II/579   | Partizánske – Hradište | 7,2                |
| II580-SVK-2020  | II/580   | I/75 (Palárikovo) – Šurany – Hul – Kalná nad Hronom | 38,5               |
| II581-SVK-2020  | II/581   | I/51 (Rohov) – Sobotište – Myjava – Stará Turá – I/54 (Nové Mesto nad Váhom) | 41,7               |
| II582-SVK-2020  | II/582   | Michalovce – Vinné – Jovsa – Sobrance | 32,6               |
| II583-SVK-2020  | II/583   | Žilina – Gbeľany – Terchová – Párnica | 44,6               |
| II583A-SVK-2020 | II/583A  | I/60 (Žilina) – II/583 (Gbeľany / Varín) | 7,4                |
| II584-SVK-2020  | II/584   | Podbiel – Zuberec – Liptovský Mikuláš – Demänovská Dolina; Bystrá dolina – Bystrá | 72,0               |
| II584A-SVK-2020 | II/584A  | Zuberec (obchvat) | 1,5                |
| II585-SVK-2020  | II/585   | Lučenec – Trenč – Dolná Strehová – Pôtor | 29,7               |
| II587-SVK-2020  | II/587   | I/67 (Henckovce / Nižná Slaná) – Štítnik – Plešivec – Kečovo-Domica Aggtelek (tur.) | 36,2               |
| II588-SVK-2020  | II/588   | Moča – Gbelce – Málaš – I/75 (Tekovské Lužany) | 40,3               |
| II589-SVK-2020  | II/589   | I/64 (Komárno) – Chotín – Pribeta – Kolta | 32,0               |
| II590-SVK-2020  | II/590   | Malacky – Borský Mikuláš – Šaštín-Stráže – Holíč | 49,7               |
| II591-SVK-2020  | II/591   | Banská Bystrica – Čerín – Zvolenská Slatina; Vígľaš – II/526 (Stará Huta) – I/75 – Dolná Strehová | 67,8               |
| II592-SVK-2020  | II/592   | Bánovce nad Bebravou – Nadlice | 12,3               |
| II593-SVK-2020  | II/593   | Nitra-Dražovce – Solčany – Partizánske | 40,9               |
| II594-SVK-2020  | II/594   | II/585 (Lučenec) – Rapovce – Kalonda Ipolytarnóc (II/2205) | 7,9                |
| II595-SVK-2020  | II/595   | I/16 (Tomášovce) – Poltár – Kokava nad Rimavicou | 31,7               |

### Vynechaná čísla z intervalu 500–599
- 508 – povýšena na I/75, následně číslo použito v Česku (II/508)
- 510 – v roce 2024 přečíslována na II/121[1][2]
- 518 – povýšena na nový úsek I/64 v trase Prievidza–Žilina
- 521 – povýšena na I/78
- 522 – povýšena na I/70 (roku 1950), následně číslo použito v Česku (II/522)
- 523 – povýšena na I/59 (roku 1950), následně číslo použito v Česku (II/523)
- 525 – povýšena na nový úsek I/51 v trase Hontianske Nemce – Hronská Dúbrava
- 528 – roku 1950 povýšena na I/71, později opět degradována a nově očíslována jako II/585; číslo použito v Česku (II/528)
- 530 – povýšena na I/72 (úsek Brezno–Tisovec)
- 544 – povýšena na I/77 (část)
- 551 – povýšena na nový úsek I/68 a později přečíslována na I/17
- 553 – povýšena na I/79
- 557 – povýšena na I/15
- 565 – přečíslována na II/585 (část)
- 568 – použito v Česku (II/568)
- 569 – použito v Česku, později úsek povýšen na přeložku I/28
- 570 – použito v Česku (II/570)
- 572 – v roce 2024 přečíslována na II/120 (včetně původního přivaděče II/572A)
- 577 – povýšena na I/14
- 586 – povýšena na I/13

## Zvláštnosti

### Mimořádně dlouhé silnice
Zdaleka nejdelší je silnice II/507, dlouhá 220 km, následovaná silnicí II/526 (164 km). Žádná další silnice II. třídy nepřesahuje délku 100 km, řada z nich je dlouhá okolo 80 km.

### Přerušené silnice
- Silnice II/526 je na území okresu Zvolen přerušena v oblasti vojenského újezdu Lešť. Objízdná trasa ze Senohradu do Staré Huty po silnicích III. třídy má 34 km.
- Silnice II/566 je přerušena mezi Ruskou Volovou a Uličí, oba úseky propojuje zpevněná cesta vedoucí částečně přes NP Poloniny. Na uličské straně má úsek II/566 jen asi 800 m, načež plynule přechází do II/558, která odsud původně vedla na hranici s Ukrajinou, směr Zabrid.
- Silnice II/578, teoreticky propojující Banskou Bystricu a Kremnicu, je přerušena masivem Kremnických vrchů. Z bystrické strany je ukončena v obci Kordíky a z kremnické strany na parkovišti pod vrchem Skalka. Fyzicky oba konce propojují pouze lesní cesty. Ač jsou od sebe vzdušnou čarou vzdáleny jen 4,5 km, po silnici je cesta mezi nimi dlouhá skoro 70 km.
- Silnice II/584 je přerušena hřebenem Nízkých Tater (v oblasti Chopku). Mezi Demänovskou Dolinou a areálem Srdiečko vedou pouze lesní pěšiny (případně lanovky), objízdná trasa vede po silnici I/72.

Některé další silnice jsou formálně (ne však funkčně) přerušeny peážováním po jiné silnici; nejdelší takovou peáž má II/531 mezi Tisovcem a Rimavskou Sobotou (34 km) po silnici I/72, která byla původně také úsekem II/531. Druhá nejdelší peáž je na II/558 (31 km po silnici I/74).

### Paralelní trasování
- Silnice II/504 a většina silnice II/507 vedou souběžně se silnicí I/61.
- Silnice II/511 a II/593 na obou koncích zaúsťují do silnice I/64.
- Silnice II/564 se na obou koncích napojuje na silnici I/76.
- Silnice II/572 je paralelní se silnicí I/63.